# Magdi Abdelghani
Magdi Abdelghani   (El Caire, 27 de juliol de 1959) fou un futbolista egipci de la dècada de 1980.
Fou internacional amb la selecció d'Egipte amb la qual participà en la Copa del Món de futbol de 1990.
Pel que fa a clubs, destacà a Al-Ahly i Beira-Mar.